# Zenon Kwakszyc
Zenon Jan Kwakszyc (ur. 1948) – polski samorządowiec i menedżer, w latach 1994–1998 wicewojewoda legnicki, były wójt gmin Ruja i Prochowice.

## Życiorys
Syn Jana Kwakszyca, polityka ZSL, posła i sędziego Trybunału Stanu. Ukończył Technikum Rolnicze w Chojnowie, studiował na Politechnice Wrocławskiej i Akademii Rolniczej we Wrocławiu. Pracował m.in. jako kierownik sanatorium w Kołobrzegu.
Zaangażował się w działalność polityczną w ramach Polskiego Stronnictwa Ludowego. W pierwszej połowie lat 90. był burmistrzem gminy Prochowice. Od 6 lipca 1994 do 28 stycznia 1998 sprawował funkcję wicewojewody legnickiego. Później do 2002 zajmował stanowisko wójta gminy Ruja. W 2002 bez powodzenia kandydował do sejmiku dolnośląskiego. Następnie przez dziesięć miesięcy był wicedyrektorem ds. administracyjnych w Centrum Rehabilitacji Rolników KRUS w Szklarskiej Porębie.
Działacz Związku Ochotniczych Straży Pożarnych RP, został m.in. członkiem sądu honorowego. Członek komitetu redakcyjnego publikacji Prochowice 1945–1989.
Otrzymał Srebrny (1998) i Złoty (2005) Krzyż Zasługi.